# Eublemma dissecta
Eublemma dissecta là một loài bướm đêm trong họ Erebidae.